# Tekovské Lužany
Tekovské Lužany – wieś (obec) na Słowacji położona w kraju nitrzańskim, w powiecie Levice. Pierwsze wzmianki o miejscowości pochodzą z roku 1156. 
Według danych z dnia 31 grudnia 2012, wieś zamieszkiwało 2881 osób, w tym 1456 kobiet i 1425 mężczyzn.
W 2001 roku rozkład populacji względem narodowości i przynależności etnicznej wyglądał następująco:
- Słowacy – 60,53%
- Czesi – 1,23%
- Romowie – 1,85%
- Rusini – 0,07%
- Ukraińcy – 0,07%
- Węgrzy – 35,37%

Ze względu na wyznawaną religię struktura mieszkańców kształtowała się w 2001 roku następująco:
- Katolicy rzymscy – 41,8%
- Grekokatolicy – 0,21%
- Ewangelicy – 11,14%
- Prawosławni – 0,03%
- Ateiści – 22,11%
- Przedstawiciele innych wyznań – 0,14%
- Nie podano – 4,55%